# Cerastis mista
Cerastis mista là một loài bướm đêm trong họ Noctuidae.